# Église Saint-Thomas-More de New York
L'église Saint-Thomas-More (St. Thomas More Church) est une église paroissiale catholique de New York aux États-Unis située dans l'Upper East Side de Manhattan à East 89th Street. Elle est dédiée à saint Thomas More et elle dépend de l'archidiocèse de New York. L'église de style néo-gothique a été construite en 1870. Une chapelle de 1879 fait aussi partie du complexe architectural, ainsi que le presbytère (1880) et la maison paroissiale (1893). L'église a d'abord été construite comme église épiscopalienne, sous le vocable de chapelle du Disciple-Bienaimé (Chapel of the Beloved Disciple). C'est la deuxième église la plus ancienne d'Upper East Side.

## Histoire et description
L'église est construite en grès de Nova Scotia en 1870 selon les plans du bureau d'architecture Hubert & Pirsson. Le journaliste du New York Times Christopher Gray spécialisé en architecture écrit que « Cet édifice de style gothique a l'air d'une pittoresque église de campagne anglaise, avec une pelouse devant et un clocher carré s'élançant en façade du sanctuaire. D'après Andrew Dolkart, historien d'architecture spécialisé dans les églises, cet édifice a été construit selon le modèle de l'église Saint-Martin de Gospel Oak à Londres par Edward Buckton Lamb en 1865. "Elle a tous les moindres détails de cette église londonienne" dit Mr. Dolkart : "les coins chanfreinés, les différents plans de la façade, le pinacle asymétrique du cocher. Elle capte littéralement votre attention." ».
Une église épiscopalienne plus grande est construite à proximité au 2 East 90th Street, forçant la chapelle à fusionner avec cette paroisse. La chapelle du Disciple-Bienaimé est donc vendue en 1929 à une communauté calviniste d'origine hollandaise. Celle-ci vend l'ensemble du complexe à l'archidiocèse de New York en 1950. L'église est dédiée alors à saint Thomas More.
L'église est restaurée à la fin du XXe siècle par l'architecte Paul C. Reilly.

## Paroissiens fameux
Jacqueline Kennedy Onassis était paroissienne de Saint-Thomas-More jusqu'à sa mort et y faisait dire une messe en mémoire de son premier mari John F. Kennedy tous les 22 novembre, anniversaire de sa mort ; cette tradition est poursuivie par sa fille Caroline. Les funérailles de Jacqueline Kennedy-Onassis ont été célébrées en 1994 à l'église Saint-Ignace-de-Loyola voisine, à cause du grand nombre de personnes voulant assister à la cérémonie.
Le 30 juillet 1999, une cérémonie a réuni ici la famille Kennedy et les intimes après la mort accidentelle de John F. Kennedy, Jr.. C'est son oncle, le sénateur Ted Kennedy, qui a prononcé l'éloge funèbre et le président Bill Clinton a assisté à la cérémonie. Peggy Noonan est aussi paroissienne de Saint-Thomas-More. Le photographe Bill Cunningham s'y rendait régulièrement à la messe et une messe de requiem y a été célébrée pour le repos de son âme, le 30 juin 2016. Les obsèques de Lee Radziwill y ont eu lieu le 25 février 2019.